# Кангар

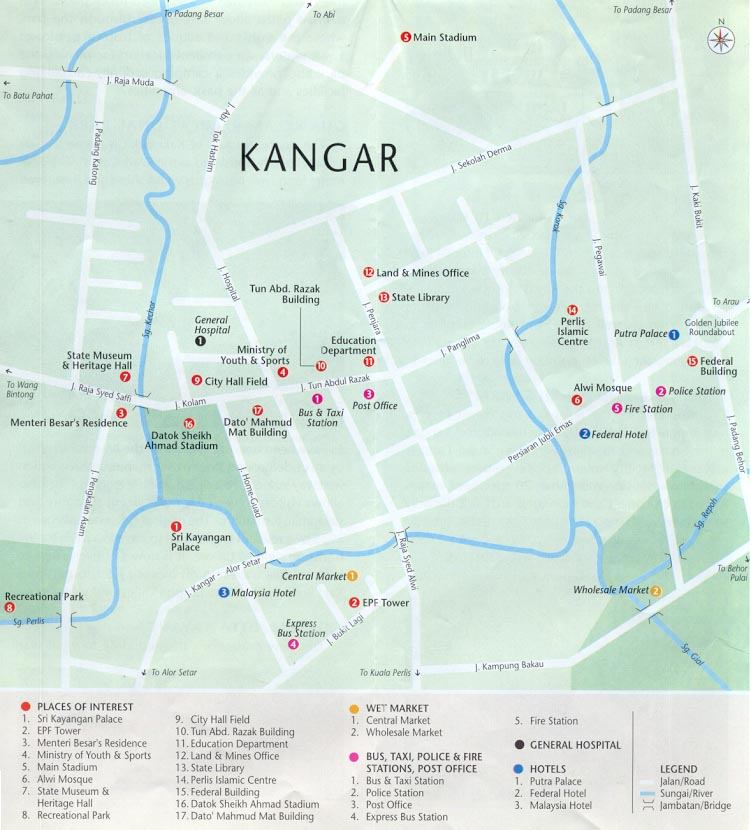
Карта Кангару

Кангар (малай. Kangar) — місто в Малайзії, адміністративний центр штату Перліс. Розташоване на крайньому північному заході півострівної частини країни, поблизу кордону з Таїландом. Розташоване на березі річки Перліс. Населення за даними перепису 2005 року становить 48 898 осіб. Площа міста - близько 2,619.4 га.
Вважається, що назва Кангар походить від виду яструба, що називається Kangkok або Spizaetus Limnaetu.

## Цікаві місця
Ділова частина Кангару являє собою суміш старих і нових шопхаусів і має елегантну колоніальну будівлю державного секретаріату Перлісу і башту з годинником 1930-х років.
Інші визначні пам'ятки:
- Вежа EPF, одна з найвищих точок в Кангарі
- Будинок Дато Ван Ахмада
- Парк культури та відпочинку Кубу Гілл (Kubu Hill)
- Малайський музей зброї світу
- Гора Медан
- Перліський ремісничний культурний комплекс
- Мечеть штату Перліс
- Державний Музей і Зал Спадщини
- Державна мечеть Сайєд Алві, колишня державна мечеть, побудована в 1910 році
- Куала-Перліський автобусний термінал і Куала-Перліське поромне сполучення

Найближчий до Кангару аеропорт - Султан Абдул Халім (Sultan Abdul Halim Airport), знаходиться в містечку Кепала-Батас в сусідньому штаті Кедах.

## Міста-побратими
- Банда-Ачех, Індонезія